# کلاس اینگسون
کلاس اینگسون (سوئدی: Klas Ingesson; ۲۰ اوت ۱۹۶۸ – ۲۹ اکتبر ۲۰۱۴) بازیکن و مربی فوتبال اهل سوئد بود.
از باشگاه‌هایی که در آن بازی کرده‌است می‌توان به باشگاه فوتبال بولونیا، باشگاه فوتبال المپیک مارسی، باشگاه فوتبال مشلان، باشگاه فوتبال شفیلد ونزدی، باشگاه ورزشی پی‌اس‌وی آیندهوون، باشگاه فوتبال باری، و باشگاه فوتبال لچه اشاره کرد.
وی همچنین در تیم‌های ملی فوتبال زیر ۲۱ سال سوئد و سوئد بازی کرده‌است.
وی در مسابقات بین‌المللی در مجموع برندهٔ ۱ مدال برنز شده‌است.